# Ulrich Heyden

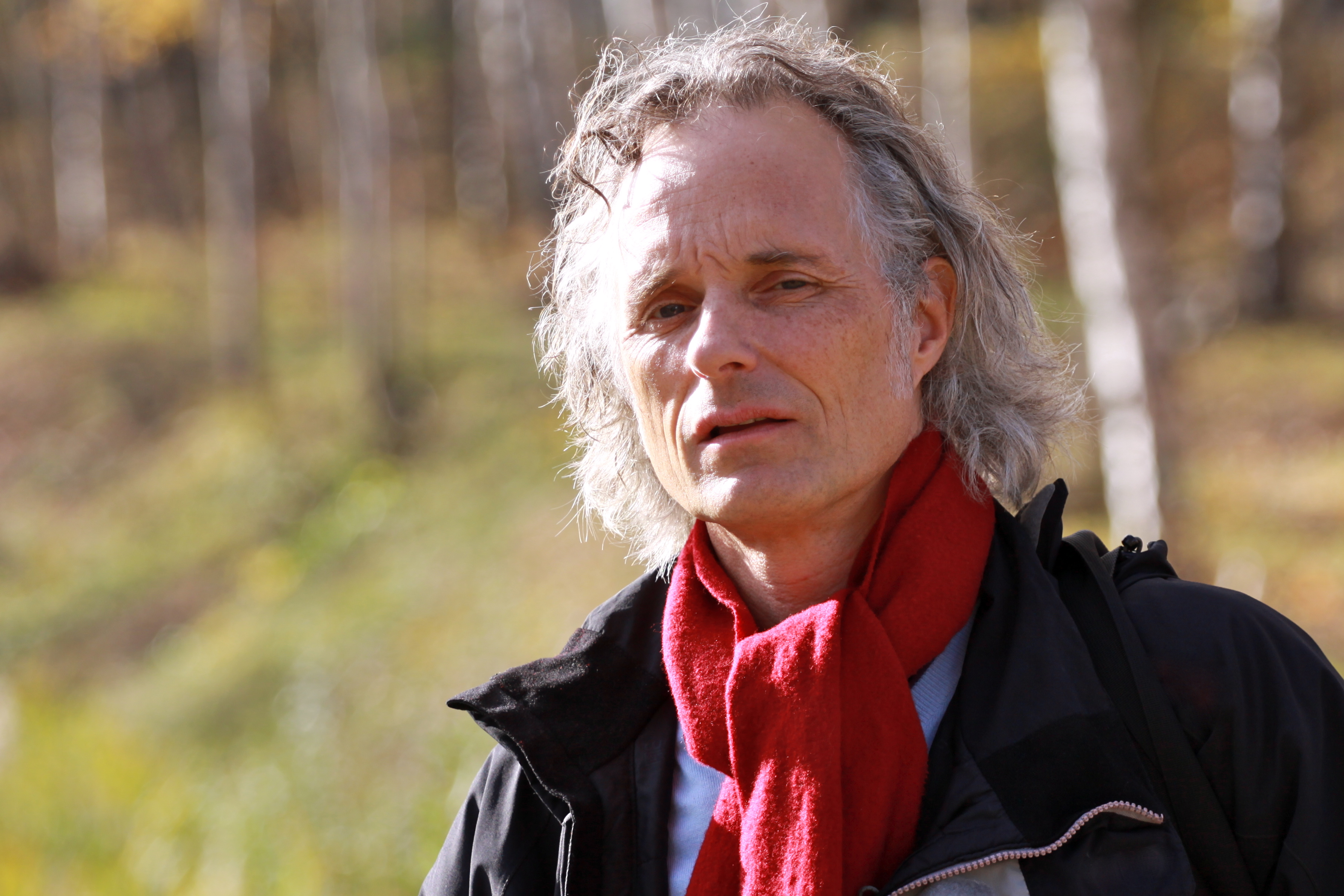
Ulrich Heyden, 2009

Ulrich Heyden (* 24. September 1954 in Hamburg) ist ein deutscher Journalist und Buchautor.

## Leben
Aufgewachsen in der Familie eines Hamburger Kaufmanns politisierte er sich in der Schülerbewegung 1968. Seine Eltern schickten ihn von 1969 bis 1972 auf Internate in Schleswig-Holstein. Nach der Mittleren Reife in Hamburg im Jahr 1974 machte Heyden ab 1974 eine Lehre als Metallflugzeugbauer und arbeitete danach von 1977 bis 1980 als Mechaniker. Auf dem Zweiten Bildungsweg studierte er von 1981 bis 1985 an der Hamburger Universität für Wirtschaft und Politik Volkswirtschaftslehre, gefolgt von einem Studium in Mittlerer und Neuerer Geschichte an der Universität Hamburg, das er 1990 mit dem Magister abschloss.
Von 1974 bis 1991 war er Mitglied in der Organisation Kommunistischer Bund, wo er in der Jugendkommission und danach in der Kommission Betrieb und Gewerkschaft aktiv war. Er schrieb Artikel für die Organisationszeitungen Rebell und Arbeiterkampf. 1992 zog er nach Moskau, wo er heute noch lebt. Heyden war von 1999 bis 2000 Dozent am Freien Russisch-Deutschen Institut für Publizistik an der Lomonossow-Universität, 2014 Dozent zur Theoriegeschichte der Ökonomie an der Moskauer Universität für Wirtschaft, Statistik und Informatik (MESI) und 2014 bis 2015 Dozent zu den Theorien der Internationalen Beziehungen an der Russischen Akademie für Volkswirtschaft und Öffentlichen Dienst (RANEPA), ebenfalls in Moskau.
Am 30. April 2016 erhielt Heyden ein fünfjähriges Einreiseverbot für die Ukraine.

## Journalistischer Werdegang
1991 arbeitete Heyden als Dokumentationsjournalist im Spiegel-Archiv. Von 1992 bis 2022 war er freier Korrespondent in Moskau für die Wochenzeitung der Freitag und von 1996 bis 1998 Producer im Moskauer ZDF-Studio. 
Zusammen mit der Moskau-Korrespondentin Ute Weinmann verfasste er 2009 ein Buch über die zeitgenössische Opposition in Russland, das auf gemischte Kritik stieß. Die Rezensentin in Das Parlament bemängelte die „oberflächliche und wenig strukturierte Darstellung von Einzelphänomen zersplitterter Protestgruppen“. Das Handelsblatt vermerkte, die Autoren grüben mit ihren „teilweise oberflächlichen und streckenweise hilflosen Beschreibungen“ nicht tief, gesteht den Autoren aber das Verdienst zu, die „heutige Opposition in Russland breiter und lebendiger darzustellen, als dies im Westen ansonsten üblich ist“. Der Rezensent der Süddeutschen Zeitung schreibt, das Buch versuche, „Aspekte von Russland zu erklären, die am schwersten vermittelbar sind. Es gibt keine Zivilgesellschaft, jedenfalls nicht in dem Sinn, wie das in westlichen Gesellschaften üblich ist.“
Heyden ist Mitautor eines 2012 im Rotpunktverlag erschienenen Buches über Selbstverwaltungsprojekte in verschiedenen Ländern.
Von 2001 bis 2014 war er Korrespondent für die Sächsische Zeitung in Moskau. Zum 30. Juni 2014 kündigte die Zeitung den Honorarvertrag wegen Qualitätsmängeln seiner Arbeit. Seine Klage gegen die Kündigung scheiterte. Auch andere Zeitungen – wie die Salzburger Nachrichten, Die Presse, Aargauer Zeitung, Südostschweiz, Mittelbayerische Zeitung und der Südkurier – stellten nach jahrelanger Zusammenarbeit den Abdruck seiner Artikel ein. Die Wochenzeitung in Zürich, für die er seit 1992 schrieb, wollte seine Akkreditierung in Russland 2015 nicht weiter beantragen. Als Grund wurde ein Artikel für Telepolis genannt, in dem Heyden eine neutrale Position verlassen und sich auf die Seite der international nicht anerkannten Volksrepubliken Donezk und Lugansk gestellt habe. Mit Neues Deutschland, für das er seit 1992 schrieb, beendete Heyden 2017 wegen Meinungsverschiedenheiten über eine Krim-Reportage die Zusammenarbeit. Am 23. März 2022 wurde Ulrich Heyden von der Chefredaktion des Freitag aufgrund einer laut dieser unterstützenden Positionierung für Russland nach dessen Überfall auf die Ukraine angekündigt, man werde bis auf weiteres davon absehen, seine Texte zu veröffentlichen.
Ulrich Heyden ist außerdem zusammen mit Marco Benson Autor des Dokumentarfilmes Lauffeuer von 2015. Der Film stellt die These auf, dass die Ausschreitungen in Odessa am 2. Mai 2014 vorbereitet gewesen seien und dass die Polizei die „Angriffe auf die prorussischen Aktivisten“ nicht verhindert habe. Roland Zschächner schrieb in der Tageszeitung junge Welt: „in manchen Momenten geht im Film zwar der Erzählstrang verloren, was den hohen Ambitionen – möglichst objektiv und umfassend – geschuldet ist. Die Stärke von ‚Lauffeuer‘ ist indes, die richtigen Fragen zu stellen und Augenzeugen zu Wort kommen zu lassen.“
Von 2010 bis 2022 berichtet Ulrich Heyden für Telepolis,. Weiter laufend und seit 2011 schreibt Heyden für die NachDenkSeiten, seit 2017 für das Blog Rubikon. und seit 2016 für den deutschsprachigen russischen Propagandasender RT. Dort suggerierte er in einem Artikel, dass Russland keine andere Wahl gehabt habe, als die Ukraine anzugreifen.
Heyden berichtete im Laufe seiner Karriere aus Kriegsgebieten in Tschetschenien, Afghanistan, Georgien, Syrien, Berg-Karabach und Donbass. Er kommentiert für Moskauer Fernsehkanäle, den Radio-Sender Goworit Moskwa sowie das Internet-Portal Pravda.ru Ereignisse in Deutschland und Russland. Er ist auch Teilnehmer von Podiumsdiskussionen in Ost- und Westeuropa.

## Publikationen
- Säuberungen in der KPD 1948 bis 1951. In: Wolfgang Maderthaner (Hrsg.): „Ich habe den Tod verdient“. Gesellschaftskritik, Wien 1991, ISBN 3-85115-145-3.
- mit Ute Weinmann: Opposition gegen das System Putin: Herrschaft und Widerstand im modernen Russland. Rotpunkt, Zürich 2009, ISBN 978-3-85869-389-1
- mit Marco Benson: Lauffeuer – Eine Tragödie zerreißt Odessa zu Beginn des Ukrainischen Bürgerkrieges. Dokumentarfilm, 18. Februar 2015 auf YouTube
- Ein Krieg der Oligarchen. Das Tauziehen um die Ukraine. Papyrossa, Köln 2015, ISBN 978-3-89438-576-7
  - Oligarklarin savasi. Auf türkisch übersetzte Ausgabe, Yazilama, Istanbul 2017
- Wer hat uns 1945 befreit? Tredition, Hamburg 2020, ISBN 978-3-347-03522-5
- Wie Deutschland gespalten wurde. Die Politik der KPD 1945 bis 1951. Tredition, Hamburg 2020, ISBN 978-3-347-12637-4
- Der längste Krieg in Europa seit 1945. Augenzeugenberichte aus dem Donbass. Tredition, Hamburg 2022, ISBN 978-3-347-59285-8
- Mein Weg nach Russland. Erinnerungen eines Reporters. Promedia, Wien 2024, ISBN 978-3-85371-915-2